# 宮本光庸
宮本 光庸（みやもと こうよう、本名：宮本 正雄、1913年（大正2年）3月20日 - 2001年（平成13年）3月8日）は、日本の彫刻家。徳島県徳島市出身。帝国美術学校（現在の武蔵野美術大学）卒業。

## 経歴
帝国美術学校（現在の武蔵野美術大学）卒業。清水多嘉示、建畠大夢に師事する。
日本美術展覧会参与を務め、1981年には徳島県文化賞を受賞。また1953年と1954年に朝倉賞を受賞するなど日本の彫刻界に功績を残した。鳴門市の妙見山公園の遊歩道沿いには彼の作品が展示されている。2001年3月8日、腎肺不全のため死去。

## 受賞歴
- 1954年 - 朝倉賞
- 1981年 - 徳島県文化賞